# Parkermavella incurvata
Parkermavella incurvata är en mossdjursart som först beskrevs av Uttley och Bullivant 1972.  Parkermavella incurvata ingår i släktet Parkermavella och familjen Bitectiporidae. Inga underarter finns listade i Catalogue of Life.